# Shock the Monkey
"Shock the Monkey" – singel, wydany w 1982 przez Petera Gabriela. Znalazł się na jego czwartej solowej płycie - Peter Gabriel (IV).